# カタリーナ・ウィーアラー
カタリーナ・ウィーアラー (Katriina "Miss K" Wiiala)はフィンランド出身の歌手。通称Miss K（ミスケイ）。
『AURORA K』というバンドに在籍していたが、2003年末にティモ・コティペルトがストラトヴァリウスを脱退し、シンガー不在となったバンドの次期シンガーに選ばれた。ところが公式サイトでは口から血を流しブラックメタル風の派手なメイクをした写真が掲載されると、ファンからは「ストラトヴァリウスの音楽性にふさわしくない」と抗議の書き込みが寄せられてしまう。『ポップキラー』(Popkiller)というアルバムを制作する予定であったが、当時のデモ音源ではカタリーナの喉の調子が悪くコティペルトが歌っていた。2005年初頭にヨルグ・マイケルとティモ・コティペルトが復帰することが決定すると、一度もライブ活動や音源発売をすることなく事実上脱退という形になった。
脱退後、パワーメタルバンド、Enchainに加入し、デモ1本に参加。現在は、ロックバンド、Mutsa Joutsenで活動中。